# 사힙 2세 기라이
사힙 2세 기라이(크림 타타르어: II Sahib Geray ٢ صاحب كراى는 크림 칸국의 칸이다.

## 참고 문헌
- 정세진 (2013). “러시아제국의 확장과 북카프카스 : 이념, 정복, 그리고 저항” 36. 한국외국어대학교 동유럽발칸연구소: 279 ~ 280.

| 전임 카플란 2세 기라이 | 크림의 칸 1771년 ~ 1775년 | 후임 샤힌 기라이 |